# Liste der Brücken über das Landwasser
Die Liste der Brücken über das Landwasser enthält die Landwasser-Brücken vom Zusammenfluss des Flüelabachs und einem nicht mehr vorhandenen Bach in Davos Dorf bis zur Mündung unterhalb von Filisur in die Albula.

## Brückenliste
51 Brücken führen über den Fluss: 31 Strassen- und Feldwegbrücken, 14 Fussgängerstege und sechs Eisenbahnbrücken.

### DavosDorf und DavosPlatz
17 Brücken überspannen den Fluss im Davoser Oberschnitt.
| Bild | Name                           | Ort         | Lage | Funktion                                                                       | Konstruktion | Material    | Länge in m | Höhe m ü. M. | Bemerkungen |
| ---- | ------------------------------ | ----------- | ---- | ------------------------------------------------------------------------------ | ------------ | ----------- | ---------- | ------------ | --- |
|      | Mühlestrasse-Brücke            | Davos Dorf  |      | Strassenbrücke (zweispurig) mit Trottoir und Rohrleitungen an der Brückenseite | Balkenbrücke | Beton       | 10         | 1555         | Höchstgeschwindigkeit 30 km/h Wanderland-Route 30 ViaValtellina (Etappe 3 Klosters (Schlappin)–Davos und Etappe 4 Davos–S-chanf) und Route 43 Jakobsweg Graubünden (Etappe 8 Dürrboden–Davos Dorf) |
|      | Unbenannter Steg               | Davos Dorf  |      | Fussgängerbrücke                                                               | Balkenbrücke | Holz        | 8          | 1554         | |
|      | Dischmastrasse-Brücke          | Davos Dorf  |      | Strassenbrücke (zweispurig) mit Trottoir 730.05                                | Balkenbrücke | Beton       | 10         | 1551         | Höchstgeschwindigkeit 50 km/h, Höchstbreite 2,55 m, Höchstgewicht 40 t VBD-Buslinie 313 (Davos Dorf – Davos Dischma) Mountainbikeland-Route 90 Graubünden Bike (Etappe 6 Davos–Bergün) |
|      | Unbenannter Steg               | Davos Dorf  |      | Feldwegbrücke                                                                  | Balkenbrücke | Beton       | 8          | 1549         | Privater Übergang |
|      | Hertistrasse-Brücke            | Davos Platz |      | Strassenbrücke (zweispurig) mit Trottoir                                       | Balkenbrücke | Beton       | 20         | 1542         | Höchstgeschwindigkeit 30 km/h Mountainbikeland-Route 335 Monstein (Davos Platz–Davos Platz), Route 339 Scalettapass/Keschhütte (Davos Platz–Davos Platz) und Route 647 Rinerhorn / Sertig (Davos Platz–Davos Platz) |
|      | Mattastrasse-Brücke            | Davos Platz |      | Strassenbrücke (zweispurig) mit Trottoirs                                      | Balkenbrücke | Beton       | 15         | 1535         | Höchstgeschwindigkeit 30 km/h Mountainbikeland-Route 336 Landschaft Davos (Davos (Wolfgang)–Wiesen (Station)) und Route 337 Davoser Taltour (Davos Platz–Davos Platz) Wanderland-Route 35 Walserweg Graubünden (Etappe 14 Sertig Dörfli–Davos)                                                                                              |
|      | Skistrasse-Brücke              | Davos Platz |      | Strassenbrücke (zweispurig)                                                    | Balkenbrücke | Holz        | 12         | 1534         | Höchstgeschwindigkeit 30 km/h, Höchstgewicht 28 t |
|      | Unbenannter Steg               | Davos Platz |      | Fussgänger- und Velobrücke                                                     | Balkenbrücke | Holz        | 15         | 1532         | |
|      | Unbenannter Steg               | Davos Platz |      | Fussgänger- und Velobrücke                                                     | Balkenbrücke | Holz        | 20         | 1531         | |
|      | Bolgenstrasse-Steg             | Davos Platz |      | Fussgängerbrücke                                                               | Balkenbrücke | Holz        | 14         | 1531         | Fussweg |
|      | Bolgenstrasse-Brücke           | Davos Platz |      | Strassenbrücke (einspurig) mit Rohrleitung an der Brückenseite                 | Balkenbrücke | Beton       | 16         | 1531         | Amtsverbot: Das Befahren und Parkieren mit Fahrzeugen aller Art ist durch Unberechtigte verboten Höchstgeschwindigkeit 50 km/h, Höchstgewicht 16 t Zufahrt nach Bolgen |
|      | Hofstrasse-Brücke              | Davos Platz |      | Strassenbrücke (einspurig)                                                     | Balkenbrücke | Beton Stahl | 25         | 1530         | Brücke mit zwei Metallpfeilern Fahrverbot für Motorwagen, Motorräder und Motorfahrräder Höchstgeschwindigkeit 50 km/h, Höchstgewicht 3,5 t Mountainbikeland-Route 338 Zügenschlucht (Davos Platz–Davos Platz), Route 646 Chörbschhorn (Davos Platz–Davos Platz) und Route 647 Rinerhorn / Sertig (Davos Platz–Davos Platz) Zufahrt nach Hof |
|      | RhB-Brücke                     | Davos Platz |      | Eisenbahnbrücke (eingleisig)                                                   | Bogenbrücke  | Stein       | 40         | 1529         | Gebaut 1908 Höchstgeschwindigkeit 55 km/h Bahnstrecke Davos Platz–Filisur der Rhätischen Bahn |
|      | Unbenannte Brücke              | Davos Platz |      | Loipenbrücke                                                                   | Balkenbrücke | Holz        | 12         | 1527         | Brücke wird im Winter aufgebaut zur Querung einer Langlaufloipe. |
|      | Clavadelerstrasse-Brücke       | Davos Platz |      | Strassenbrücke (zweispurig) mit Trottoir und Rohrleitung an der Brückenseite   | Balkenbrücke | Beton       | 25         | 1523         | Höchstgeschwindigkeit 60 km/h VBD-Buslinie 308 (Davos Platz – Davos Clavadel – Sertig) |
|      | Islen-Brücke (Friedhofstrasse) | Davos Platz |      | Strassenbrücke (zweispurig) mit Rohrleitung unterhalb der Fahrbahn             | Balkenbrücke | Beton       | 15         | 1515         | Mountainbikeland-Route 335 Monstein (Davos Platz–Davos Platz), Route 337 Davoser Taltour (Davos Platz–Davos Platz) und Route 338 Zügenschlucht (Davos Platz–Davos Platz) Langlaufen-Route 244 Bolgen-Loipe (Davos, Bolgen–Davos, Frauenkirch)                                                                                               |
|      | Unbenannte Brücke              | Davos Platz |      | Feldwegbrücke mit Rohrleitung an der Brückenseite                              | Balkenbrücke | Holz        | 17         | 1512         | Allgemeines Fahrverbot: Befahren nur für Berechtigte mit Bewilligung der RhB gestattet Verbot für Fussgänger |

### Davos Frauenkirch,Davos GlarisundDavos Monstein
23 Brücken überspannen den Fluss im Davoser Unterschnitt.
| Bild | Name                                 | Ort               | Lage | Funktion                                                          | Konstruktion   | Material    | Länge in m | Höhe m ü. M. | Bemerkungen |
| ---- | ------------------------------------ | ----------------- | ---- | ----------------------------------------------------------------- | -------------- | ----------- | ---------- | ------------ | --- |
|      | RhB-Brücke                           | Davos Frauenkirch |      | Eisenbahnbrücke (eingleisig)                                      | Fachwerkbrücke | Stahl       | 25         | 1510         | Gebaut 1909 Höchstgeschwindigkeit 55 km/h Bahnstrecke Davos Platz–Filisur der Rhätischen Bahn |
|      | Sertigerstrasse-Brücke               | Davos Frauenkirch |      | Strassenbrücke (zweispurig) mit Trottoirs 730.06                  | Balkenbrücke   | Beton       | 20         | 1509         | Höchstgeschwindigkeit 60 km/h Mountainbikeland-Route 337 Davoser Taltour (Davos Platz–Davos Platz) und Route 646 Chörbschhorn (Davos Platz–Davos Platz) |
|      | Unbenannte Brücke                    | Davos Frauenkirch |      | Feldwegbrücke                                                     | Balkenbrücke   | Holz        | 15         | 1506         | Wanderweg |
|      | Matteliweg-Brücke                    | Davos Frauenkirch |      | Feldwegbrücke                                                     | Bogenbrücke    | Stahl       | 22         | 1495         | Metallbogenbrücke mit Holzbalkenfahrbahn |
|      | BAFU Messstation-Steg                | Davos Frauenkirch |      | Fussgängerbrücke                                                  | Balkenbrücke   | Stahl Beton | 20         | 1489         | Private Metallbalkenbrücke mit Gitterrostboden, Treppe, abschliessbaren Schranken und zwei Betonflusspfeilern Verbotstafel: Das Betreten ist für Unberechtigte verboten Die hydrometrische Messstation Landwasser - Davos, Frauenkirch (2355) vom Bundesamt für Umwelt (BAFU) befindet sich bei der Brücke. |
|      | Höfjistrasse-Brücke                  | Davos Glaris      |      | Strassenbrücke (zweispurig) mit Rohrleitung an der Brückenseite   | Balkenbrücke   | Beton       | 22         | 1489         | Zufahrt zur ARA Gadenstatt |
|      | Unbenannte Brücke                    | Davos Glaris      |      | Werkbrücke (privat)                                               | Balkenbrücke   | Beton       | 15         | 1485         | Verbotstafel: Zutritt für Unbefugte verboten |
|      | RhB-Brücke                           | Davos Glaris      |      | Eisenbahnbrücke (eingleisig)                                      | Fachwerkbrücke | Stahl       | 22         | 1482         | Gebaut 1909 Höchstgeschwindigkeit 65 km/h Bahnstrecke Davos Platz–Filisur der Rhätischen Bahn |
|      | Unbenannte Brücke                    | Davos Glaris      |      | Feldwegbrücke                                                     | Balkenbrücke   | Beton       | 28         | 1479         | Brücke ohne Geländer mit Metallschranke |
|      | Landwasserstrasse-Brücke             | Davos Glaris      |      | Strassenbrücke (zweispurig) 417                                   | Balkenbrücke   | Beton       | 30         | 1478         | Höchstgeschwindigkeit 60 km/h PostAuto-Buslinie 183 (Lenzerheide/Lai – Davos Platz) VBD-Buslinien 301 (Davos Laret – Davos Wolfgang – Davos Dorf – Davos Platz) und 323 (Davos Platz – Davos Frauenkirch – Davos Glaris WEF Linie Gelb) Mountainbikeland-Route 335 Monstein (Davos Platz–Davos Platz), Route 336 Landschaft Davos (Davos (Wolfgang)–Wiesen (Station)) und Route 339 Scalettapass/Keschhütte (Davos Platz–Davos Platz) |
|      | Unbenannte Brücke                    | Davos Glaris      |      | Strassenbrücke (einspurig)                                        | Bogenbrücke    | Stein       | 20         | 1477         | Geländer bei der Landwasserstrasse verhindern eine Durchfahrt (Cul de Sac) |
|      | Riedweg-Brücke                       | Davos Glaris      |      | Strassenbrücke (einspurig)                                        | Balkenbrücke   | Beton       | 20         | 1464         | Allgemeines Fahrverbot: Ausgenommen Forstwirtschaft |
|      | Ried-Brücke                          | Davos Glaris      |      | Strassenbrücke (einspurig)                                        | Balkenbrücke   | Beton       | 15         | 1454         | Brücke mit Metallgeländer und Holzbalkenfahrbahn Höchstgeschwindigkeit 60 km/h, Höchstgewicht 18 t Wanderland-Route 789 Alter Zügenweg (Glaris (Station)–Wiesen (Station)) |
|      | Ortolfistrasse-Brücke                | Davos Glaris      |      | Strassenbrücke (zweispurig) mit Rohrleitungen an der Brückenseite | Bogenbrücke    | Stein       | 15         | 1443         | Höchstgeschwindigkeit 50 km/h Wanderland-Route 791 Alpentour Davos Klosters (Davos (Stn Höhenweg)–Glaris (Station)) Winterwandern-Route 245 Lengmatta-Weg (Davos, Frauenkirch–Davos, Glaris) |
|      | Unbenannte Brücke                    | Davos Glaris      |      | Strassenbrücke (einspurig)                                        | Balkenbrücke   | Beton       | 37         | 1421         | Wanderweg Zufahrt zum Ausgleichsbecken Glaris des Kraftwerks Filisur |
|      | Zügenwaldstrasse-Brücke              | Davos Glaris      |      | Strassenbrücke (einspurig)                                        | Balkenbrücke   | Holz        | 15         | 1408         | Allgemeines Fahrverbot: Zubringerdienst gestattet Höchstgewicht 18 t Wanderweg |
|      | Unbenannte Brücke                    | Davos Glaris      |      | Feldwegbrücke                                                     | Balkenbrücke   | Holz        | 12         | 1392         | |
|      | Unbenannte Brücke                    | Davos Glaris      |      | Strassenbrücke (einspurig)                                        | Balkenbrücke   | Stahl       | 20         | 1361         | Metallbalkenbrücke mit Holzgeländer und Sicherheitsbarriere Zufahrt zur Schiessanlage Landgut |
|      | Schmelzboden-Brücke                  | Davos Monstein    |      | Strassenbrücke (einspurig)                                        | Balkenbrücke   | Holz        | 20         | 1337         | Holzbalkenbrücke mit Sicherheitsbarriere |
|      | Landwasserbrücke (Landwasserstrasse) | Davos Monstein    |      | Strassenbrücke (zweispurig) 417                                   | Balkenbrücke   | Beton       | 40         | 1327         | Spannbetonbalkenbrücke mit Metallgeländer, gebaut 1974 Brücke führt zum Ostportal des Landwassertunnels Viehtrieb verboten Höchstgeschwindigkeit 80 km/h PostAuto-Buslinie 183 (Lenzerheide/Lai – Davos Platz) |
|      | Höheggensteg (Zügenschlucht)         | Davos Monstein    |      | Fussgängerbrücke (ehemalig)                                       | Balkenbrücke   | Stahl       | 12         | 1283         | Metallbalkenbrücke mit Gitterrostboden Der Steg ist mit einer Kette gesperrt und ist nicht mehr passierbar. |
|      | Brombenzbrücke (Zügenschlucht)       | Davos Monstein    |      | Strassenbrücke (einspurig)                                        | Bogenbrücke    | Stein       | 25         | 1281         | Historische Steinbogenbrücke, gebaut 1870–1873 Bis 1974 durchquerte die Kantonsstrasse Davos–Filisur (alte Zügenstrasse) die Schlucht Fahrverbot für Motorwagen, Motorräder und Motorfahrräder Steinschlag: Erhöhte Gefahr bei starkem Regen und bei Gewitter Mountainbikeland-Route 336 Landschaft Davos (Davos (Wolfgang)–Wiesen (Station)) und Route 339 Scalettapass/Keschhütte (Davos Platz–Davos Platz)                         |
|      | Brombenzviadukt (Zügenschlucht)      | Davos Monstein    |      | Eisenbahnbrücke (eingleisig)                                      | Bogenbrücke    | Stein       | 43         | 1262         | Historische Steinbogenbrücke, gebaut 1908 Höchstgeschwindigkeit 50 km/h Bahnstrecke Davos Platz–Filisur der Rhätischen Bahn Das Bauwerk überquert auch die alte Kantonsstrasse. Während des Zweiten Weltkriegs wurde an der Brücke von der Schweizer Armee ein Sprengobjekt angebracht. |

### Davos Wiesen,Schmitten,FilisurundAlvaneuBad
11 Brücken überspannen den Fluss im unteren Teil des Landwassers.
| Bild | Name                              | Ort                      | Lage | Funktion                                                      | Konstruktion | Material    | Länge in m | Höhe m ü. M.                     | Bemerkungen |
| ---- | --------------------------------- | ------------------------ | ---- | ------------------------------------------------------------- | ------------ | ----------- | ---------- | -------------------------------- | --- |
|      | Unbenannte Brücke (Zügenschlucht) | Davos Wiesen             |      | Fussgänger- und Velobrücke                                    | Balkenbrücke | Holz        | 17         | 1232                             | Mountainbikeland-Route 338 Zügenschlucht (Davos Platz–Davos Platz) Wanderweg nach Jenisberg |
|      | Jenisbergbrücke                   | Filisur – Davos Wiesen   |      | Strassenbrücke (einspurig)                                    | Bogenbrücke  | Stein       | 57         | 1162                             | Die historische Steinbogenbrücke wurde 1906 erstellt. Sie ersetzte eine Holzbrücke. Das Bauwerk wurde 2020 verbreitert und instand gesetzt. Fahrstrasse nach Jenisberg |
|      | Wiesener Viadukt                  | Davos Wiesen             |      | Eisenbahnbrücke (eingleisig) mit abgetrenntem Fussgängersteg  | Bogenbrücke  | Beton Stein | 210        | 1120 – 1209 (Viadukt Höhe: 89 m) | Historische Steinbogenbrücke, gebaut 1906–1908, eröffnet 1909 Das Bauwerk ist denkmalgeschützt. Höchste und grösste Mauerwerksbrücke der Rhätischen Bahn Höchstgeschwindigkeit 50 km/h Bahnstrecke Davos Platz–Filisur der Rhätischen Bahn Mountainbikeland-Route 339 Scalettapass/Keschhütte (Davos Platz–Davos Platz) Bikefahrer absteigen |
|      | Stelliwald-Brücke                 | Davos Wiesen             |      | Fussgängerbrücke (ehemalig)                                   | Balkenbrücke | Stahl       | 15         | 1089                             | Der Übergang ist nicht mehr passierbar. |
|      | Leidboden-Brücke                  | Davos Wiesen – Schmitten |      | Fussgängerbrücke                                              | Hängebrücke  | Stahl       | 20         | 1058                             | Hinweistafel: Betreten verboten Ein Metallgitter verhindert die Überquerung der Brücke. |
|      | Unbenannte Brücke                 | Filisur – Schmitten      |      | Fussgängerbrücke                                              | Balkenbrücke | Stahl Holz  | 17         | 1035                             | Mountainbikeland-Route 90 Graubünden Bike (Etappe 7 Bergün–Lenzerheide) und Route 242 Albulatour (Alvaneu Bad–Alvaneu Bad) Bergwanderweg |
|      | Unbenannte Brücke                 | Filisur – Schmitten      |      | Fussgängerbrücke                                              | Balkenbrücke | Stahl Holz  | 20         | 1027                             | Bergwanderweg |
|      | Unbenannte Brücke                 | Filisur – Schmitten      |      | Fussgängerbrücke                                              | Balkenbrücke | Stahl Holz  | 25         | 1008                             | |
|      | Landwasserviadukt                 | Filisur – Schmitten      |      | Eisenbahnbrücke (eingleisig)                                  | Bogenbrücke  | Stein       | 136        | 989 – 1054 (Viadukt Höhe: 65 m)  | Historische Steinbogenbrücke, gebaut 1901/02, eröffnet 1903 Das Bauwerk ist denkmalgeschützt. Höchstgeschwindigkeit 45 km/h Albulabahn der Rhätischen Bahn |
|      | Unbenannte Brücke                 | Filisur – Schmitten      |      | Fussgängerbrücke                                              | Balkenbrücke | Stahl Holz  | 10         | 989                              | Bergwanderweg |
|      | Zanè-Brücke (alte Albulastrasse)  | Filisur – Alvaneu Bad    |      | Strassenbrücke (ehemalig), dient heute als Fussgängerübergang | Balkenbrücke | Beton       | 15         | 975                              | Gebaut 1914, ersetzte Brücke von 1858 Langlaufloipe Filisur – Alvaneu Bad Bergwanderweg |
|      | Albulastrasse-Brücke              | Filisur – Alvaneu Bad    |      | Strassenbrücke (zweispurig) 417.5 749                         | Balkenbrücke | Beton       | 100        | 971                              | Gebaut 1914 Höchstgeschwindigkeit 80 km/h PostAuto-Buslinie 572 (Tiefencastel – Alvaneu – Filisur) |